# Суперкубок Франції з футболу 1956
Суперкубок Франції з футболу 1956 — 2-й розіграш турніру. Матч відбувся 6 червня 1956 року між чемпіоном Франції Ніццою та володарем кубка Франції Седаном.
| Володар Суперкубка Франції 1956 |
| ------------------------------- |
|                                 |
| Седан Перший титул              |

## Матч

### Деталі
| 6 червня 1956 |

| Седан      | 1:0      | Ніцца |
| ---------- | -------- | ----- |
| Куенка 63' | Протокол |       |

| Парк-де-Пренс, Париж Глядачів: 9 347 Арбітр: Моріс Бондон |

| В                |  | П'єр Венсан       |
| З                |  | Даніель Карпентьє |
| З                |  | Албер Елой        |
| З                |  | Максім Фулжензі   |
| ПЗ               |  | Марсель Паскаль   |
| ПЗ               |  | Крістіан Олівер   |
| Н                |  | Клод Брень        |
| Н                |  | Мішель Лефебвр    |
| Н                |  | П'єр Тіллон       |
| Н                |  | Селестен Олівер   |
| Н                |  | Дієго Куенка      |
| Головний тренер: |  |                   |
| Луї Дужожез      |  |                   |

| В                |  | Домінік Колонна     |
| З                |  | Теодор Мартінес     |
| З                |  | Панчо Гонсалес      |
| З                |  | Жілбер Бонвен       |
| ПЗ               |  | Гі Пуатевен         |
| ПЗ               |  | Ремі Фронзоні       |
| Н                |  | Йозеф Уйлакі        |
| Н                |  | Франсуа Мілаззо     |
| Н                |  | Рубен Браво         |
| Н                |  | Мохаммед Абдерразак |
| Н                |  | Жуст Фонтен         |
| Головний тренер: |  |                     |
| Луїс Карнілья    |  |                     |